# 路易斯·埃米利奥·雷卡瓦伦

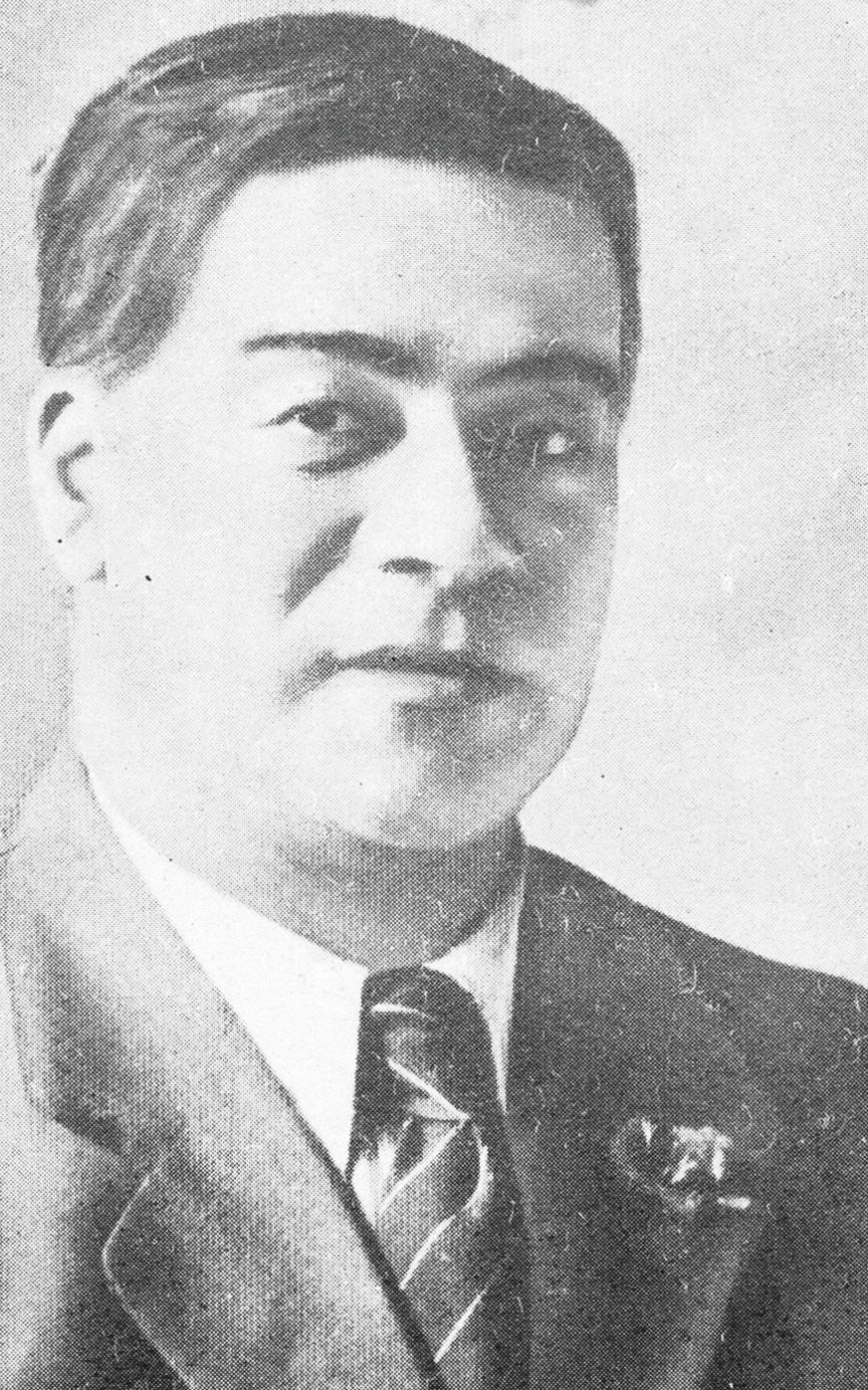
路易斯·埃米利奥·雷卡瓦伦

路易斯·埃米利奥·雷卡瓦伦·塞拉诺（西班牙語：Luis Emilio Recabarren Serrano；1876年7月6日—1924年12月19日），智利政治人物，社会主义工人党和智利共产党的创始人。1876年，出生于瓦尔帕莱索的一个贫穷的巴斯克后裔家庭，很小就开始当印刷工人，自学成才，后长期从事工人运动，数次当选智利众议院议员。1924年12月19日，因政治上的争吵、家庭及个人因素自杀。